# Technische Brigade Mineralöl
Die Technische Brigade Mineralöl (TBM) war eine im Winter 1941/1942 in Templin als Mineralölbrigade K (K für Kaukasus) aufgestellte spezialisierte Einheit der Wehrmacht während des Deutsch-Sowjetischen Krieges. Die TBM sollte im Zuge der geplanten Sommeroffensive 1942 an der Ostfront auf dem Südflügel hinter den Angriffsspitzen der Wehrmacht die Ölquellen in Maikop, Grosny und Baku in Besitz nehmen. Danach sollten die Ölförderung wieder in Gang gebracht und die Felder ausgebeutet werden. Nach einer militärischen Grundausbildung und einer Weiterbildung im rumänischen Erdölgebiet von Ploiești wurden die Einheiten der Brigade mit technischem Gerät ausgestattet, welches zum Teil bei französischen Firmen beschlagnahmt worden war und zum Teil von der Kontinentalen Öl AG (Konti Öl) nebst weiteren deutschen Unternehmen stammte, und Richtung Rostow am Don in Marsch gesetzt.
Zu diesem Zeitpunkt umfasste die Brigade 6500 Mann. Ihr Kommandeur war der Luftwaffenoffizier Generalleutnant Erich Homburg, Leiter der Fachabteilung war Günther Schlicht. Zu ihrer Ausrüstung gehörten 100 Tiefbohrgeräte, 225 Förderanlagen und 10 transportable Destillationsanlagen mit einem Gesamtgewicht von 80.000 Tonnen und einem Wert von 80 Millionen Reichsmark.
Als einzige wurden am 9. August 1942 die Ölförderfelder rund um Maikop erobert, deren Förderanlagen von der Roten Armee vor ihrem Rückzug jedoch vollständig zerstört worden waren. Hierüber verschaffte sich Ernst Jünger ein Bild und berichtete darüber in seinem Kaukasischen Tagebuch. Die weiteren Ziele, Grosny, Baku und der Irak, konnten während der Offensive, die im Dezember 1942 endgültig abgebrochen wurde, nicht erreicht werden. Während des anschließenden Rückzugs auf die Krim über den Kuban-Brückenkopf ging ein Großteil der technischen Ausrüstung der Brigade, die wenig später aufgelöst wurde, verloren.
Das Vorstandsmitglied der Konti Öl Ernst Rudolf Fischer berichtete am 21. November 1942, dass „jede Bohrung mit Drahtverhau und mit Stützpunkten“ versehen werden müsse, da immer wieder starke Sprengtrupps der Partisanen auftauchten, um die Bohrstellen wieder wegzusprengen.
Laut Georg Thomas sei es schwer zu bestimmen gewesen, wie lange man an den Aufbaumaßnahmen festhielt, da man während der Kämpfe um Stalingrad noch hoffte das Ölgebiet um Maikop halten zu können. Beim Rückzug aus dem Kaukasus verlor die TBM die Masse ihres Materials und wurde stark dezimiert. Ihr Vorratslager in Armavir musste gesprengt werden.
Erich von Manstein berichtet in seinen Erinnerungen, dass Hitler den Kuban-Brückenkopf behaupten wollte, um zu gegebener Zeit den Griff nach dem Öl des Kaukasus erneuern zu können.